# Comuna de Dzierzgowo
Dzierzgowo (polaco: Gmina Dzierzgowo) é uma gminy (comuna) na Polónia, na voivodia de Mazóvia e no condado de Mławski. A sede do condado é a cidade de Dzierzgowo.
De acordo com os censos de 2004, a comuna tem 3489 habitantes, com uma densidade 23,2 hab/km².

## Área
Estende-se por uma área de 150,63 km², incluindo:
- área agricola: 64%
- área florestal: 27%

## Demografia
Dados de 30 de Junho 2004:
|                      | Total   | Total | Mulheres | Mulheres | Homens  | Homens |
| -------------------- | ------- | ----- | -------- | -------- | ------- | ------ |
|                      | pessoas | %     | pessoas  | %        | pessoas | %      |
| População            | 3489    | 100   | 1722     | 49,4     | 1767    | 50,6   |
| Densidade (pop./km²) | 23,2    | 100   | 11,4     | 11,4     | 11,7    | 11,7   |

De acordo com dados de 2002, o rendimento médio per capita ascendia a 1436,7 zł.

## Comunas vizinhas
- Chorzele, Czernice Borowe, Grudusk, Janowo, Krzynowłoga Mała, Szydłowo, Wieczfnia Kościelna